# Internettolken
Internettolken var den första svenska tjänsten på nätet för maskinöversättning.
Tjänsten startades år 2002 och omfattade då språken svenska och engelska. Numera kan man översätta från svenska till engelska, tyska, norska, danska, isländska, finska, franska, spanska, italienska, portugisiska, holländska, ryska, ungerska, med över 120 olika språkkombinationer totalt.  Idag finns det även andra svenska maskinöversättningstjänster på nätet som översätter mellan svenska, norska och danska. Man kan maximalt översätta 290 ord per dag gratis, men man kan betala för att översätta mer.